# NGC 1529
NGC 1529 (również PGC 14495) – galaktyka soczewkowata (S0), znajdująca się w gwiazdozbiorze Sieci. Odkrył ją John Herschel 9 grudnia 1836 roku.